# Helga Pedersen (Danemark)
Pour les articles homonymes, voir Helga Pedersen et Pedersen.
Helga Pedersen, née le 24 juin 1911 à Hulby Møllegård (Danemark) et morte le 27 janvier 1980 à Korsør (Danemark), est une magistrate et femme politique danoise, membre du parti Venstre, ministre de la Justice et députée au Parlement (le Folketing).